# Conioscinella lutea
Conioscinella lutea är en tvåvingeart som först beskrevs av Frey 1923.  Conioscinella lutea ingår i släktet Conioscinella och familjen fritflugor. Inga underarter finns listade i Catalogue of Life.